# Receiving Tomorrow
Receiving Tomorrow is het debuutalbum van de Noord-Brabantse muziekgroep Xystus (poort). Het ontstaan van het studioalbum ging niet van een leien dak, men moest op het laatste moment overstappen naar een ander platenlabel om de geluidskwaliteit te verbeteren. De oorspronkelijke uitgave werd uitgesteld van 2003 naar 2004. Het album bevat powermetal en progmetal. Overheersend op dit album is de dubbele bassdrum van Van Dijk, die eigenlijk het gehele album daarmee in de weer is. Het album is opgenomen in de New Road Studio te Wijchen onder leiding van Rob van Boeckel.

## Musici
- Bas Dolmans: zang, basgitaar
- Tim van Dijk: basgitaar
- Ivo van Dijk: slagwerk en synthesizers

met
- Marlijn Weerdenburg : zang 5 en 7
- Rob van Boeckel: gitaar op 13

## Tracklist
Alle muziek en teksten zijn geschreven door Ivo van Dijk en Bas Dolmans. 
| 1.                 | Journey: Shadow of Today                            | 4:35 |
| 2.                 | Into the Void                                       | 5:17 |
| 3.                 | Element’s Theme                                     | 1:12 |
| 4.                 | Elements of the Truth                               | 5:08 |
| 5.                 | Lost in Misery Trilogy, Pt. 1 (A Tale of the Heart) | 3:40 |
| 6.                 | Lost in Misery Trilogy, Pt. 2 (Will to Live On)     | 1:50 |
| 7.                 | Lost in Misery Trilogy, Pt. 3 (Why Me?)             | 4:32 |
| 8.                 | Everlasting Burden                                  | 4:40 |
| 9.                 | The Luring Red                                      | 4:24 |
| 10.                | Forgotten Years                                     | 3:21 |
| 11.                | Tide                                                | 0:47 |
| 12.                | The Prophecy                                        | 4:48 |
| 13.                | A Waste of Compassion                               | 6:13 |
| Totale duur: 50:26 |                                                     |      |